# Aurel Manga
Aurel Manga (París, 24 de julio de 1992) es un deportista francés que compite en atletismo, especialista en las carreras de vallas.
Ganó una medalla de bronce en el Campeonato Mundial de Atletismo en Pista Cubierta de 2018 y una medalla de bronce en el Campeonato Europeo de Atletismo en Pista Cubierta de 2019, ambas en la prueba de 60 m vallas.
Participó en los Juegos Olímpicos de Tokio 2020, ocupando el octavo lugar en la prueba de 110 m vallas.

## Palmarés internacional
| Campeonato Mundial en Pista Cubierta | Campeonato Mundial en Pista Cubierta | Campeonato Mundial en Pista Cubierta | Campeonato Mundial en Pista Cubierta |
| Año                                  | Lugar                                | Medalla                              | Prueba                               |
| ------------------------------------ | ------------------------------------ | ------------------------------------ | ------------------------------------ |
| 2018                                 | Birmingham (Reino Unido)             | Medalla de bronce                    | 60 m vallas                          |
| Campeonato Europeo en Pista Cubierta |                                      |                                      |                                      |
| Año                                  | Lugar                                | Medalla                              | Prueba                               |
| 2019                                 | Glasgow (Reino Unido)                | Medalla de bronce                    | 60 m vallas                          |